# Часовня Святой Екатерины (Екатеринбург)
Часовня Святой Екатерины — православная часовня в Екатеринбурге на площади Труда. Построена в 1997—1998 годах по проекту архитектора А. В. Долгова на месте взорванного в 1930 году Екатерининского собора.

## История
После разрушения Екатерининского собора в 1930-х годах на его месте была организована площадь Труда, разбит сквер, в центре которого установили фонтан «Каменный цветок».
В 1997 году на месте, где находился алтарь бывшего Екатерининского собора, был установлен памятный металлический крест — на предполагаемом месте алтаря существовавшего храма.
В 1997 году глава Екатеринбурга Аркадий Чернецкий подписал постановление о строительстве рядом православной часовни во имя Святой великомученицы Екатерины. Финансировал строительство благотворительный фонд «Институт истории и археологии». Архитектор — А. В. Долгов. Строительство было завершено в 1998 году, открытие часовни было приурочено к 275-летию Екатеринбурга. Однако, проект до конца не был реализован из-за финансового кризиса 1998 года: не были выполнены все запланированные мозаики снаружи здания, а задуманное Долговым внутреннее убранство вообще не было реализовано. Только в 2015 году был установлен деревянный иконостас с образами Спасителя и Богородицы.
В августе 1998 года часовня была передана в дар Екатеринбургской епархии, 7 декабря 1998 года в день Святой Екатерины состоялось освящение часовни. В 1998—2011 годах в часовне регулярно совершались молебны, первая Божественная литургия состоялась 20 апреля 2014 года на Пасху.
В 2003-м в часовню поместили капсулу с землёй с места захоронения основателя города Василия Татищева (похоронен в усадьбе Болдино, Московская область).
В 2010 году Екатеринбургская епархия предложила построить рядом с часовней Екатерининский собор в его историческом виде. Вследствие этого в городе начались протесты, и епархия от своих планов отказалась. В 2018 году было предложено построить храм с тем же названием, но в другом архитектурном стиле в районе Октябрьской площади у набережной Исети.

## Галерея

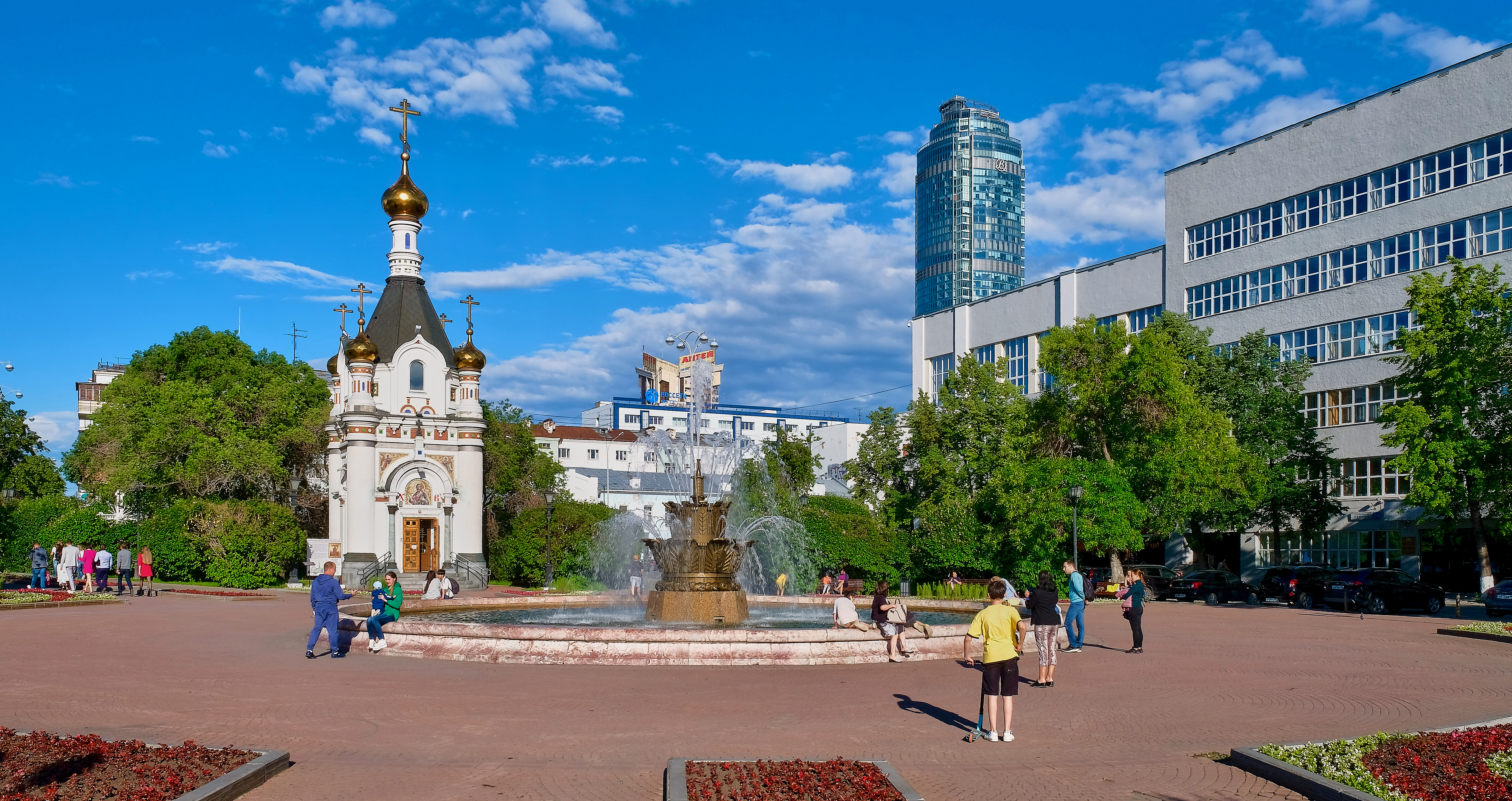
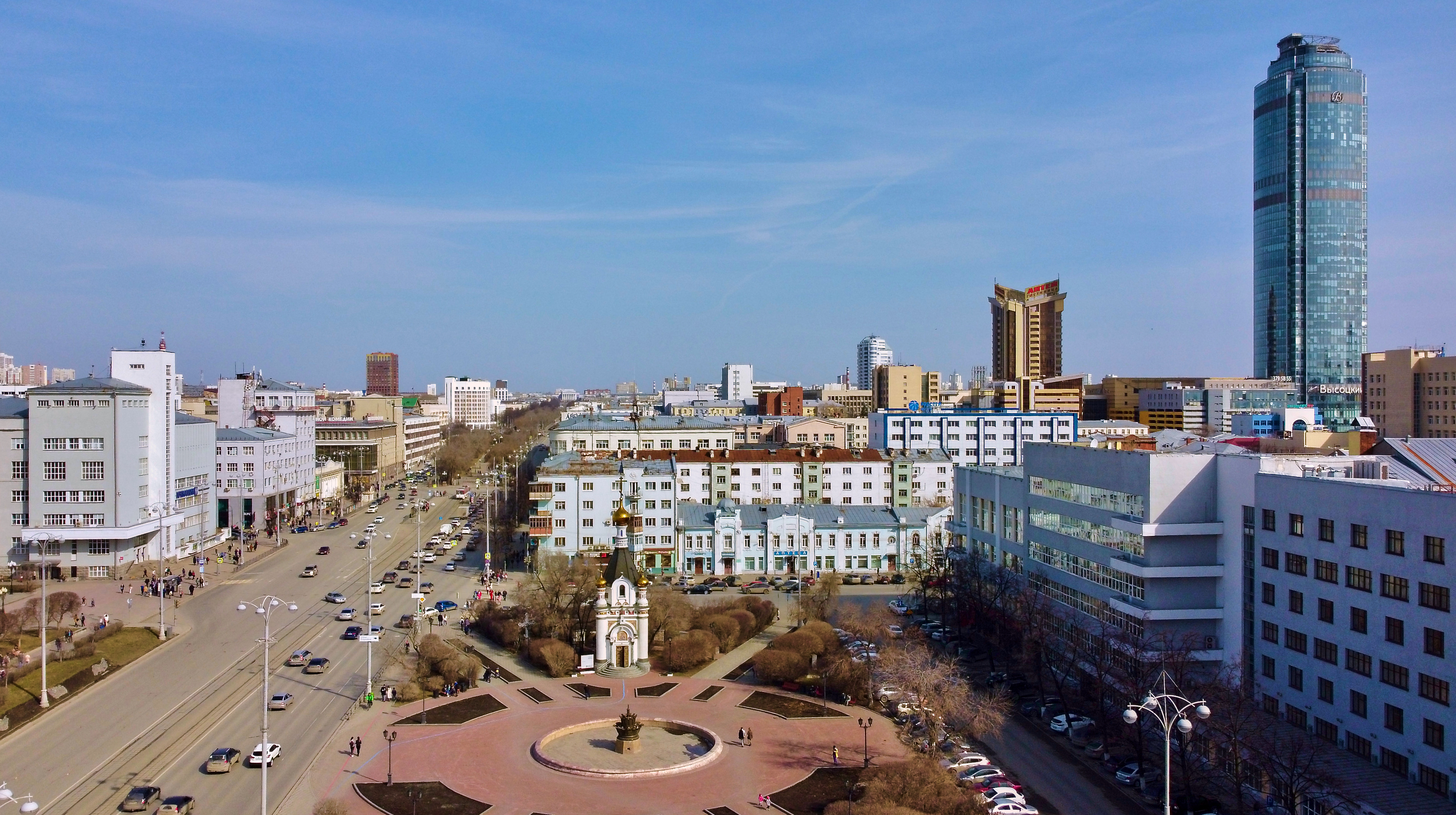
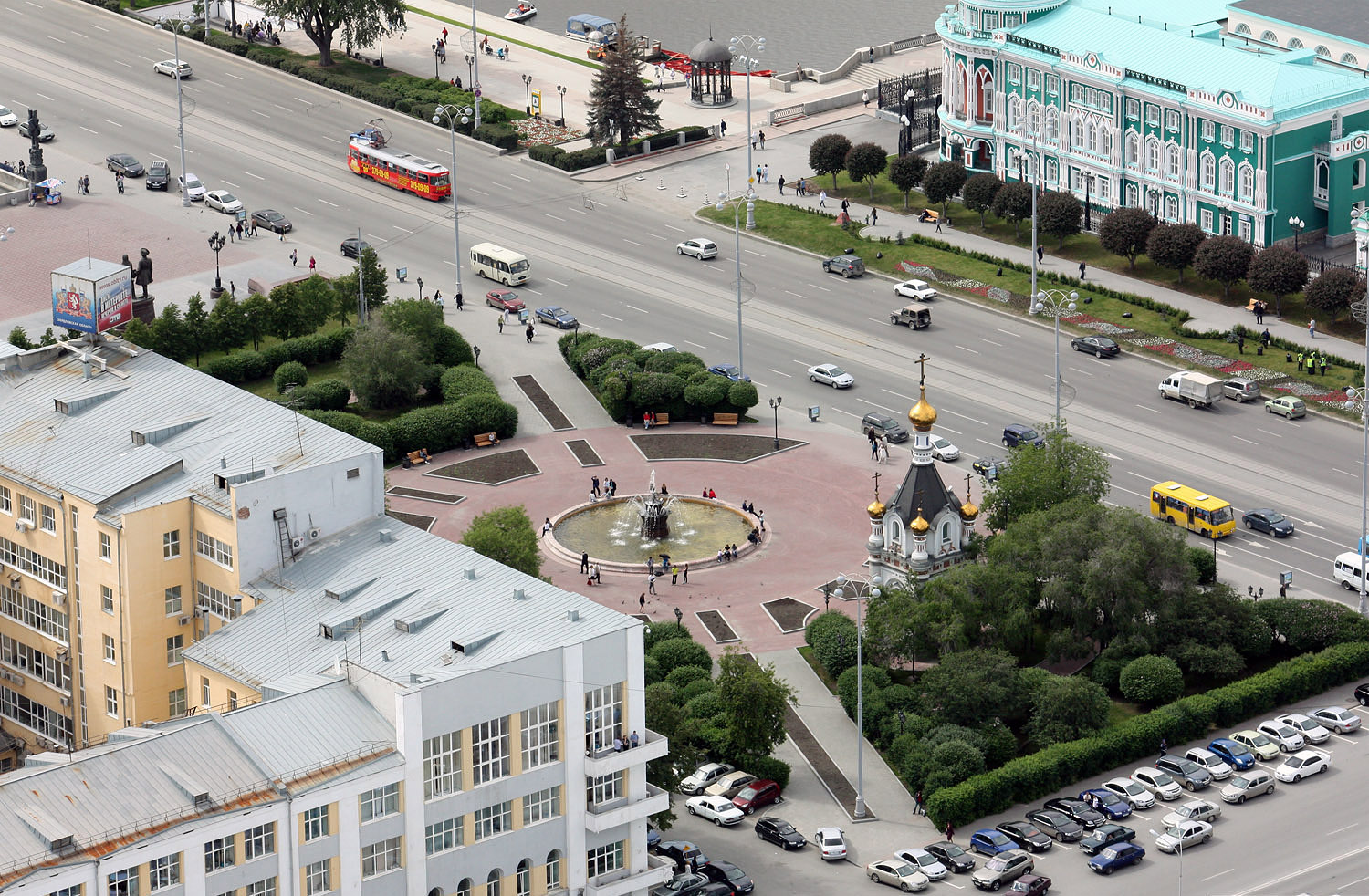
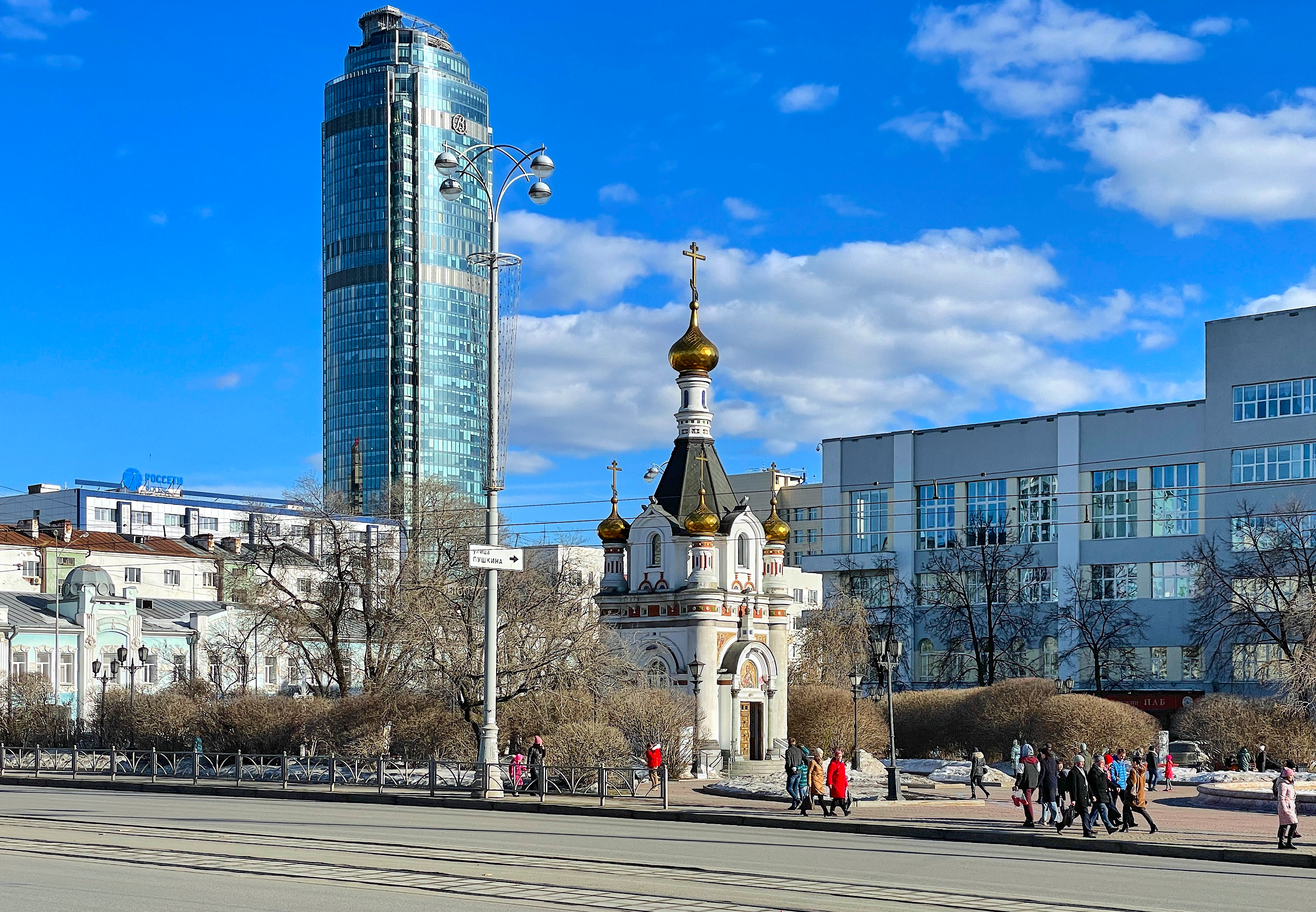
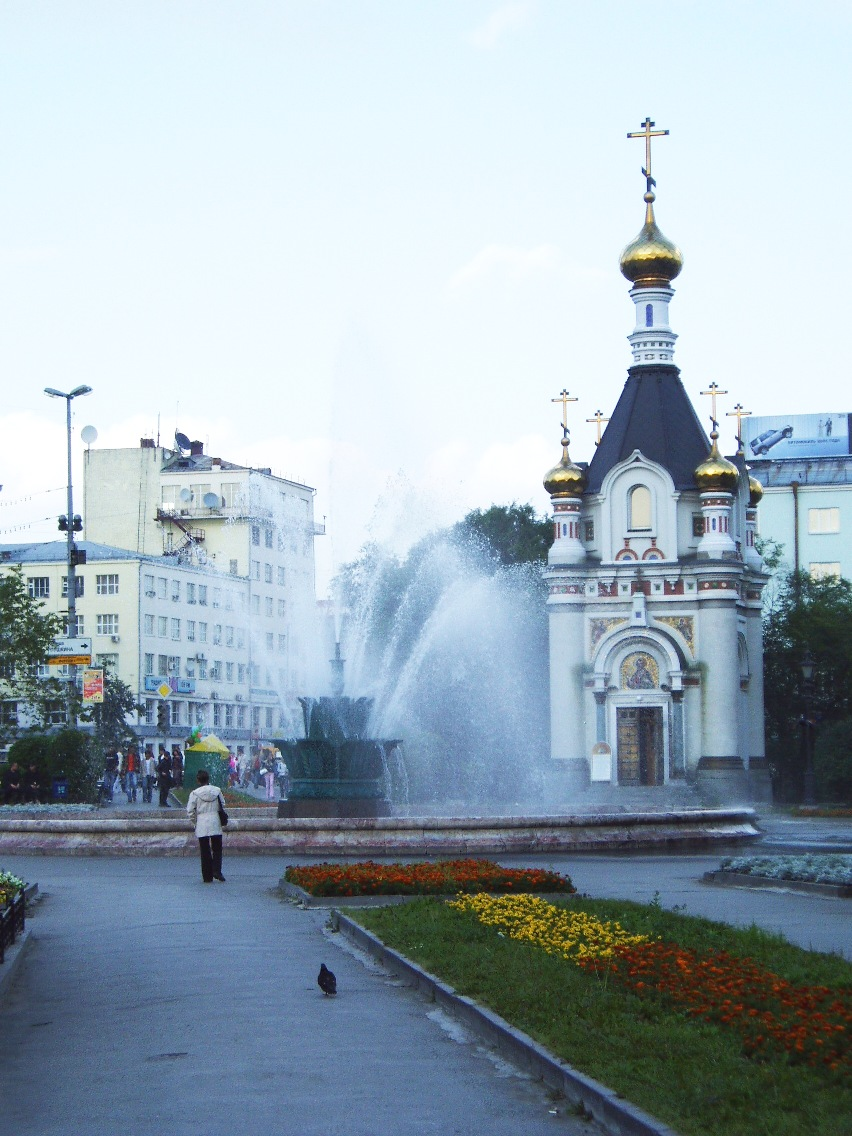
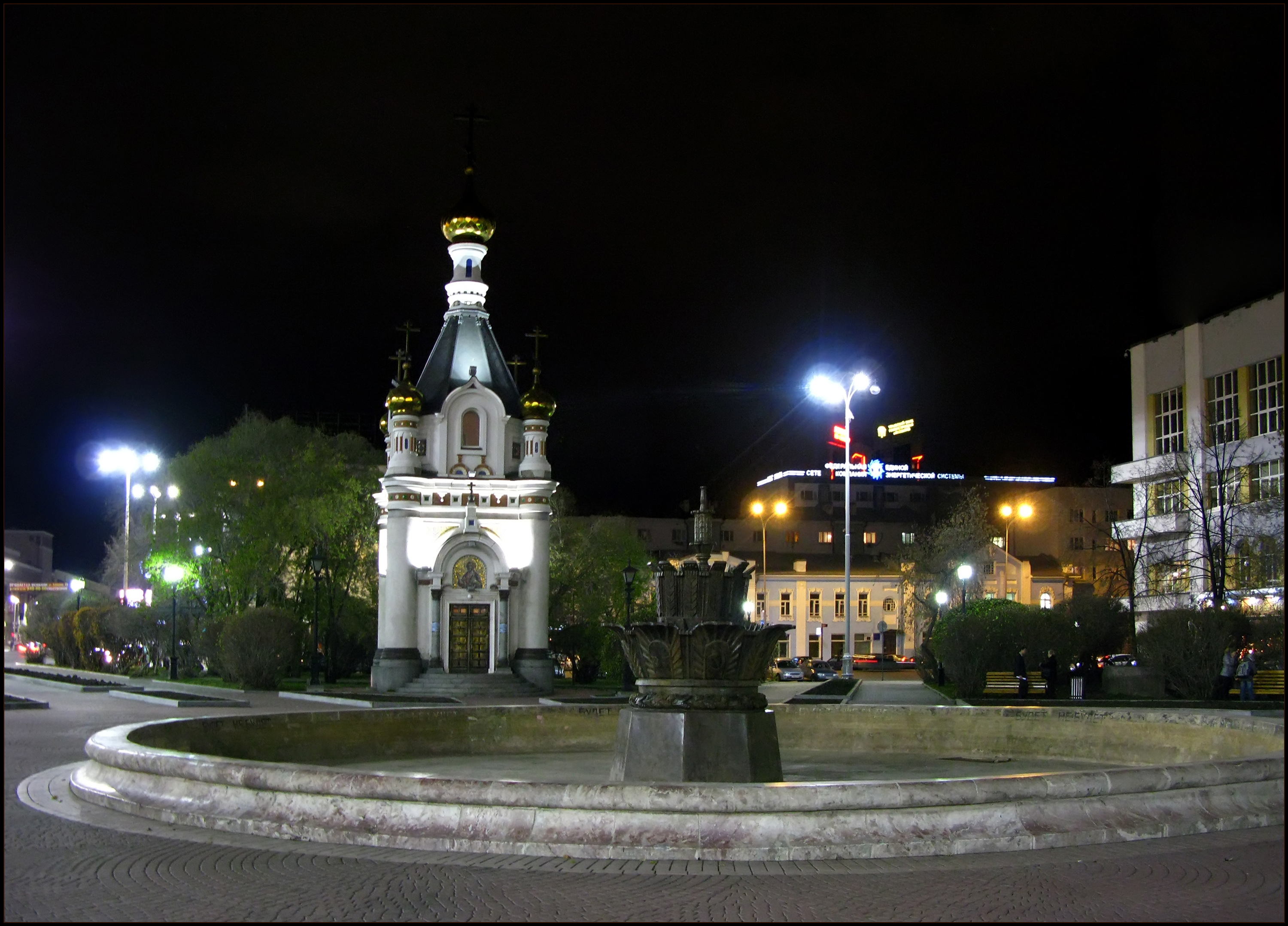